# Разказ
Разказът е кратък повествователен текст, в който се описва отделна случка.
Лесно е да се определи дължината на един разказ. Класическото определение е, че един разказ трябва да може да се прочете наведнъж. В днешно време обаче разказът най-често е литературно произведение, което се състои от не повече от 20 000 думи. Съществуват обаче регионални различия.
Счита се, че разказът е един от трудните белетристични видове. В него най-често участват ограничен брой действащи лица, защото са ограничени възможностите на малката интрига за включване на много персонажи. За да има голямо познавателно и естетическо значение, разказът трябва да представлява убедително и в същото време художествено обобщение на типични явления от живота. С оглед на това, от къде е взет сюжетът и с какви черти се отличават, разказите биват: битови, исторически, приключенски, батални, научнофантастични, психологически, хумористични, сатирични и др.
В новата българска литература от времето на Възраждането писателите развиват реалистичния разказ. Началото на този разказ поставя Любен Каравелов („Дончо“, „Мъченик“, „Неда“). След Освобождението разкази пишат Иван Вазов, Т. Г. Влайков, Елин Пелин, Антон Страшимиров, Георги Стаматов, Георги Райчев, а в по-ново време – Георги Караславов, Ангел Каралийчев, Светослав Минков, Емилиян Станев, Павел Вежинов, Богомил Райнов, Николай Хайтов, Йордан Радичков, Йордан Йовков, Дончо Цончев, Васил Попов, Йордан Вълчев, Георги Марковски, Ангел Г. Ангелов, Стефан Кисьов, Деян Енев, Людмил Станев, Людмил Тодоров, Кристин Димитрова, Здравка Ефтимова и други.